# 2065
Rok 2065 (MMLXV) gregoriánského kalendáře začne ve čtvrtek 1. ledna a skončí ve čtvrtek 31. prosince.

## Předpokládané a naplánované události
- 2. března – 100. výročí premiéry filmu Za zvuků hudby
- 18. května – 100. výročí založení společnosti Dolby Laboratories